# François Fénelon
François Fénelon, plným jménem François de Salignac de la Mothe-Fénelon (6. srpna 1651 Sainte-Mondane, Francouzské království – 7. ledna 1715 Cambrai) byl francouzský teolog, básník a spisovatel, od roku 1696 arcibiskup v Cambrai. Byl zastáncem kvietismu.

## Životopis
Narodil se v rodině Ponse de Salignac (1601–1663) a Louise roz. de la Cropte de Saint-abre, na zámku Fénelon v Sainte-Mondane v Périgordu v Akvitánii. Jeho bratr byl Francois de Salignac, Comte de la Mothe-Fénelon (1641–1679).  
Jeho nejznámějším literárním dílem jsou Příhody Telemachovy (francouzsky Les Aventures de Télémaque; 1693-94), jež napsal jako vychovatel burgundského vévody Ludvíka, vnuka Ludvíka XIV., pro svého svěřence. Další spisy jsou filozofické, pedagogické či politické.

### Ohlas ve výtvarném umění

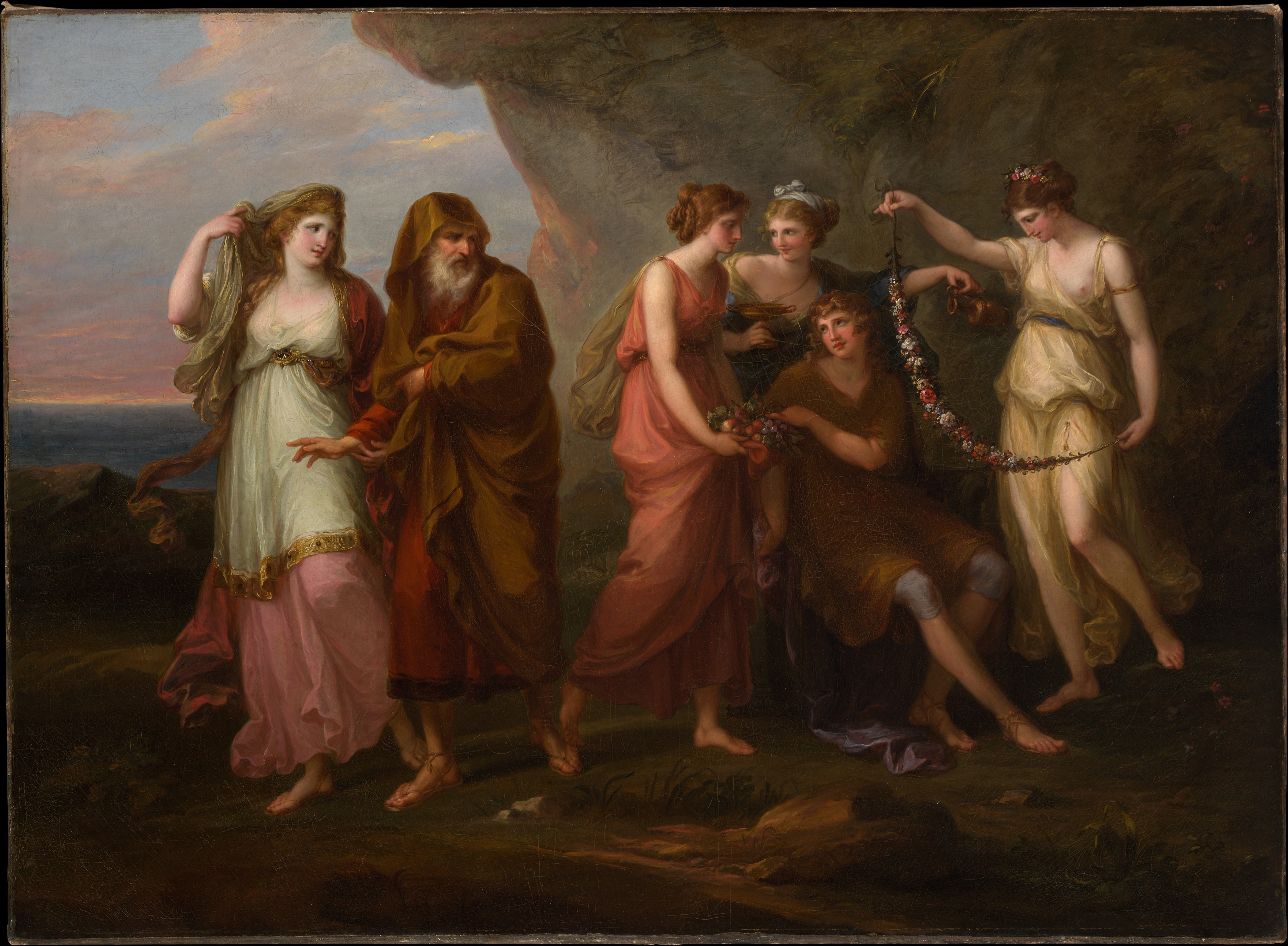
Angelica Kauffmanová: Telemachus mezi nymfami Kalypso; 1782; Metropolitní muzeum umění

Scény z románu Příhody Telemachovy měly ohlas ve výtvarném umění 18. a 19. století. Angelica Kauffmanová se jim věnovala opakovaně. Namalovala například obletování Telemacha nymfami, jež byly dcerami Kalypso a Odysea, tedy Telemachovými sestrami. Láska nymfy Eucharis k Telemachovi posloužila jako námět obrazu J. L. Davida z roku 1818.

## Dílo

### V češtině
- Přjběhowé Telemacha syna Ulyssowa. Djl prwnj – Praha: Jan Beránek,1796[4]
- Přjběhowé Telemacha syna Ulyssowa. Djl druhý – Praha: Jan Beránek, 1797[5]
- Přjběhowé Telemacha, syna Ulysowa – z gazyka francauzského přeloženj od Jozefa Liboslawa Zieglera. Praha: Česká nowinářská expedyce, 1814–1815[6]
- Příhody Télemachovy – přel. Jan Evangelista Hulakovský. Praha: I. L. Kober, 18..
- Františka Fénelona Příhody Télemachovy – přeložil a pro četbu žákovskou upravil J. E. Hulakovský. Praha: I. L. Kober, 1888
- O dívčí výchově – přeložil Karel Tippmann. Praha: František A. Urbánek, 1890
- Příhody Aristonovy – in: 1000 nejkrásnějších novel... č. 67, úvod František Sekanina, přeložil Vlad. Rovinský, s. 62–74. Praha: J. R. Vilímek, 1914
- Příhody Telemachovy – přeložil Jan Kubišta (1882–1953). Praha: J. Otto, 1931[7]